# NGC 1069
NGC 1069 é uma galáxia espiral (Sc) localizada na direcção da constelação de Cetus. Possui uma declinação de -08° 17' 20" e uma ascensão recta de 2 horas, 42 minutos e 59,9 segundos.
A galáxia NGC 1069 foi descoberta em 29 de Setembro de 1886 por Lewis A. Swift.